# بيري ودال
بيري ودال هو سياسي أمريكي، ولد في 26 نوفمبر 1912 في Buena, Washington ‏ في الولايات المتحدة، وتوفي في 25 أبريل 1975. نشط حزبياً في الحزب الجمهوري. وقد انتخب عضو مجلس نواب واشنطن ‏.